# Ratpenat pilós intermedi
El ratpenat pilós intermedi (Kerivoula intermedia) és una espècie de ratpenat de la família dels vespertiliònids. Viu a Brunei, Indonèsia i Malàisia.